# Консилия, Фридрих
Фридрих Консилия (нем. Friedrich Koncilia; род. 25 февраля 1948, Клагенфурт) — австрийский футболист, вратарь и футбольный тренер.

## Клубная карьера
Консилия начал свою футбольную карьеру в местном клубе «Аустрия Клагенфурт». В сезоне 1965/66 он дебютировал в австрийской бундеслиге. На момент дебюта ему было 17 лет. Четыре сезона он был основным вратарем команды, а в 1969 году перешел в «Ваттенс». Там, в свою очередь, он играл в течение двух лет.
В 1971 году Консилия стал игроком «Ваккера». Уже в 1972 году достиг первого успеха с новой командой, когда она выиграла чемпионат Австрии. В 1973 году сделал с «Ваккером» золотой дубль — чемпионат и кубок Австрии. Впоследствии, будучи игроком этого клуба, он ещё дважды становился чемпионом страны (1974/75, 1976/77), дважды выигрывал Кубок Митропы (1975, 1976) и трижды становился победителем Кубка Австрии (1975, 1978, 1979).
Летом 1979 года Консилия перешёл в бельгийский «Андерлехт», где проиграл конкуренцию Жаки Мунарону и через шесть месяцев вернулся на родину, став игроком «Аустрии» (Вена). В 1981, 1984 и 1985 годах он выиграл национальный чемпионат, а в 1982 — Кубок Австрии. В 1985 году Консилия закончил свою футбольную карьеру в возрасте 37 лет.

## Выступления за сборную
Консилия дебютировал 27 сентября 1970 года в официальных матчах в составе национальной сборной Австрии в товарищеской встрече с Венгрией (1:1).
В 1978 году его взял тренер Хельмут Сенекович на чемпионат мира 1978 года в Аргентине. На турнире он сыграл во всех 6 матчах. Через четыре года, в 1982 году, он также был основным вратарем Австрии на чемпионате мира в Испании. Там он сыграл в 5 матчах. Всего с 1970 по 1985 год он сыграл в сборной 84 матча, войдя вместе с Бруно Пеццаем в пятерку игроков, сыгравших больше всего матчей за сборную Австрии. Его последней игрой в сборной был отборочный матч чемпионата мира 1986 против Кипра.

## Тренерская карьера
Завершив игровую карьеру, стал тренером и в 1990—1991 годах работал с молодежной сборной Австрии. После этого работал тренером вратарей в клубах «Аустрия» (Вена) и «Гамба Осака», а в 1997—1998 годах возглавлял этот японский клуб.
Непродолжительное время был исполняющим обязанности главного тренера «Аустрии» (Вена), а впоследствии возглавлял австрийский клуб «Бад-Ишль».

## Статистика

### Клубная
| Сезон   | Клуб                 | Страна  | Чемпионат  | Матчи | Голы |
| ------- | -------------------- | ------- | ---------- | ----- | ---- |
| 1965/66 | Аустрия Клагенфурт   | Австрия | Бундеслига | ?     | ?    |
| 1966/67 | Аустрия Клагенфурт   | Австрия | Бундеслига | ?     | ?    |
| 1967/68 | Аустрия Клагенфурт   | Австрия | Бундеслига | ?     | ?    |
| 1968/69 | Аустрия Клагенфурт   | Австрия | Бундеслига | ?     | ?    |
| 1969/70 | Ваттенс              | Австрия | Бундеслига | 30    | 0    |
| 1970/71 | Ваттенс              | Австрия | Бундеслига | 30    | 0    |
| 1971/72 | Ваккер (Инсбрук)     | Австрия | Бундеслига | 15    | 0    |
| 1972/73 | Ваккер (Инсбрук)     | Австрия | Бундеслига | 30    | 0    |
| 1973/74 | Ваккер (Инсбрук)     | Австрия | Бундеслига | 24    | 0    |
| 1974/75 | Ваккер (Инсбрук)     | Австрия | Бундеслига | 34    | 0    |
| 1975/76 | Ваккер (Инсбрук)     | Австрия | Бундеслига | 34    | 0    |
| 1976/77 | Ваккер (Инсбрук)     | Австрия | Бундеслига | 36    | 0    |
| 1977/78 | Ваккер (Инсбрук)     | Австрия | Бундеслига | 36    | 0    |
| 1978/79 | Ваккер (Инсбрук)     | Австрия | Бундеслига | 27    | 0    |
| 1979/80 | Андерлехт (Брюссель) | Бельгия | Дивизион 1 | 8     | 0    |
| 1979/80 | Аустрия (Вена)       | Австрия | Бундеслига | 19    | 0    |
| 1980/81 | Аустрия (Вена)       | Австрия | Бундеслига | 24    | 0    |
| 1981/82 | Аустрия (Вена)       | Австрия | Бундеслига | 35    | 0    |
| 1982/83 | Аустрия (Вена)       | Австрия | Бундеслига | 30    | 0    |
| 1983/84 | Аустрия (Вена)       | Австрия | Бундеслига | 29    | 0    |
| 1984/85 | Аустрия (Вена)       | Австрия | Бундеслига | 26    | 0    |

### За сборную
| Сборная Австрии | Сборная Австрии | Сборная Австрии |
| Год             | Матчи           | голы            |
| --------------- | --------------- | --------------- |
| 1970            | 3               | 0               |
| 1971            | 0               | 0               |
| 1972            | 1               | 0               |
| 1973            | 5               | 0               |
| 1974            | 1               | 0               |
| 1975            | 7               | 0               |
| 1976            | 8               | 0               |
| 1977            | 8               | 0               |
| 1978            | 11              | 0               |
| 1979            | 8               | 0               |
| 1980            | 4               | 0               |
| 1981            | 3               | 0               |
| 1982            | 9               | 0               |
| 1983            | 6               | 0               |
| 1984            | 6               | 0               |
| 1985            | 4               | 0               |
| Всего           | 84              | 0               |

## Достижения
- Чемпион Австрии (8): 1971/72, 1972/73, 1974/75, 1976/77, 1979/80, 1980/81, 1983/84, 1984/85
- Обладатель Кубка Австрии (6): 1972/73, 1974/75, 1977/78, 1979/80, 1981/82, 1983/84
- Обладатель Кубка Митропы (2): 1974/75, 1975/76